# Панамский залив

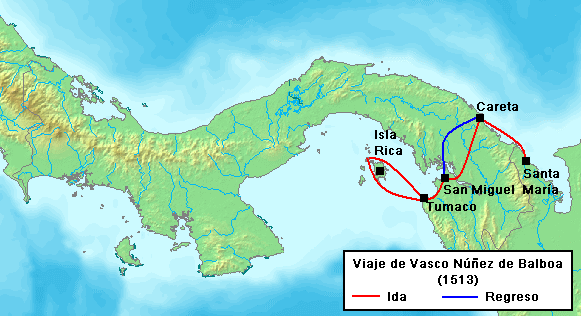
Маршрут путешествия Нуньеса де Бальбоа в Южное море (Панамский залив) и на Жемчужные острова, 1513

Панамский залив (исп. Golfo De Panamá) — залив Тихого океана у берегов Панамы (Центральная Америка).
Вдаётся в берег Панамского перешейка на 140 км. Ширина у входа 185 км, наибольшая ширина около 250 км. Глубина до 100 м, площадь 2400 км².
Крупные бухты Парита (на западе), Сан-Мигель (на востоке) и Панамская бухта (на севере). Приливы полусуточные, высота до 6,4 м.
В северо-восточной части залива расположены Жемчужные острова, архипелаг, состоящий из более чем 200 островов.
На северном берегу Панамского залива начинается Панамский канал, при входе в который расположены город Панама и порт Бальбоа. Канал соединяет Панамский залив с Карибским морем и Атлантическим океаном.
Самая крупная река Панамы Туира впадает в залив Сан-Мигель.